# Airbus Executive and Private Aviation
Airbus Executive and Private Aviation es un fabricante de aviones de negocios y privados, que forma parte de Airbus S.A.S., una compañía de la corporación europea Airbus SE, y que ofrece una gama de modelos de aviones dedicados al mercado de la aviación corporativa o privada basada en los aviones comerciales de la compañía Airbus, desde el más pequeño A318 Elite hasta el grande A380 Prestige de doble/triple piso. Tras la aparición del Boeing Business Jet basado en el Boeing 737, Airbus también entró en el mercado de los aviones de negocios con el A319 Corporate Jet (o A319CJ) en 1997. Aunque el término Airbus Corporate Jet inicialmente sólo era usado para el A319CJ, actualmente suele ser usado para todos los modelos, incluyendo los modelos VIP de cabina ancha. A fecha de diciembre de 2008, operaban 121 ejemplares de estos modelos corporativos y privados, y se habían encargado 164, incluyendo un A380 Prestige y 107 de la familia A320 Corporate Jet.

## Modelos de cabina estrecha

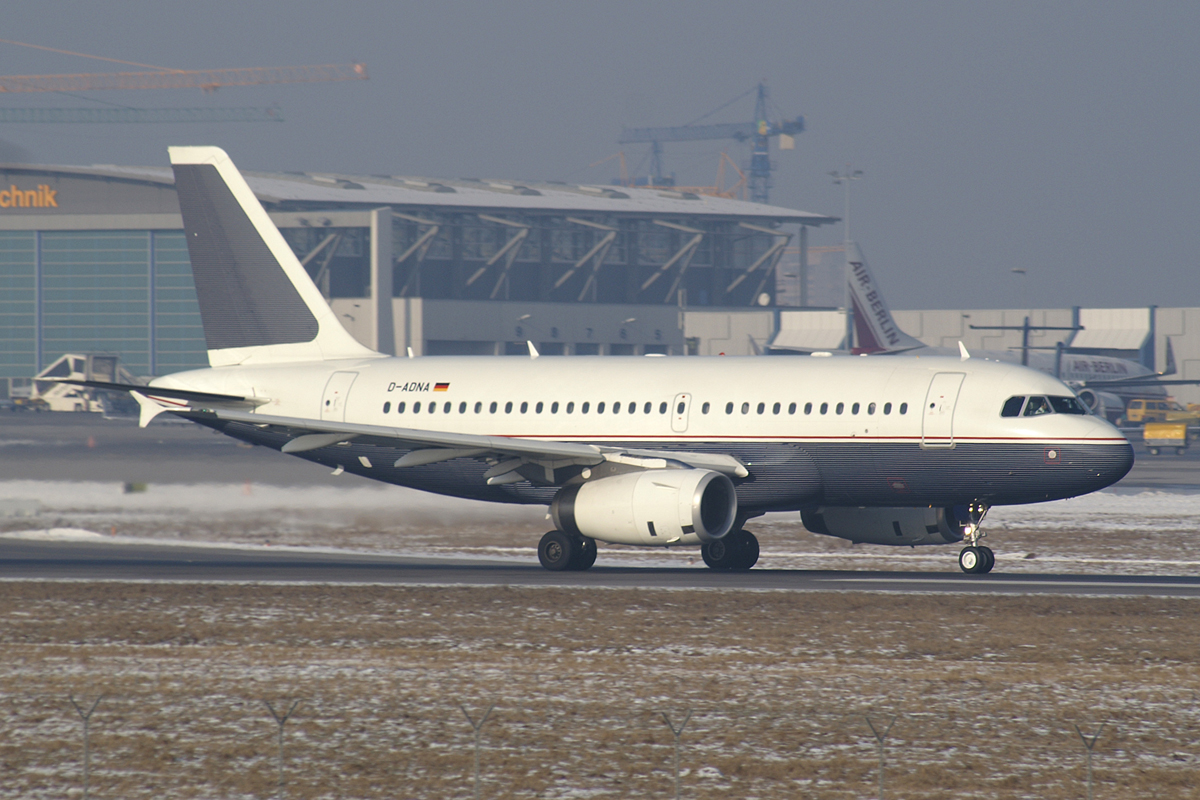
Avión corporativo Airbus A319 de la compañía Daimler AG Aviation.

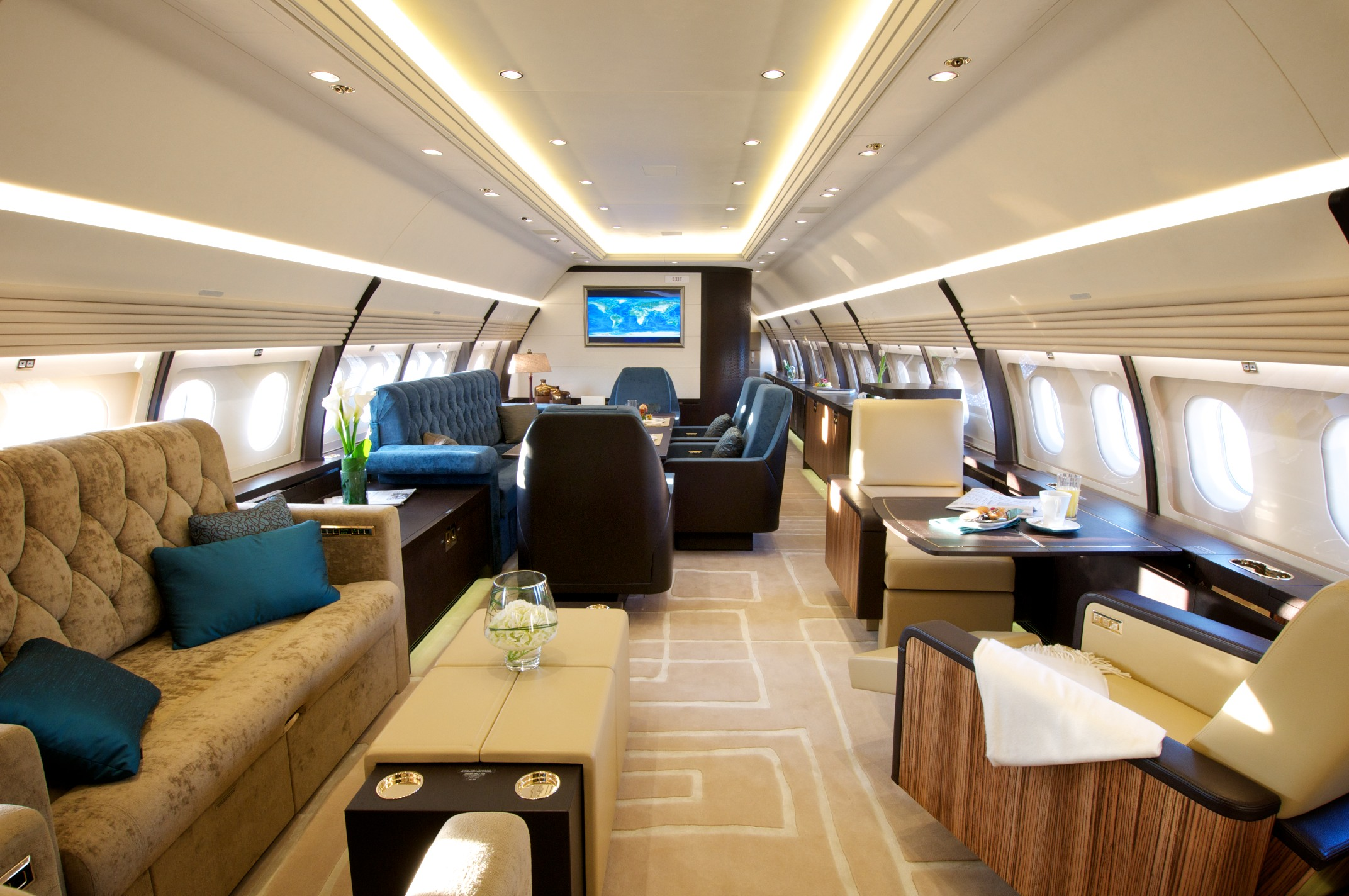
Cabina principal de un ACJ320

Airbus ACJ TwoTwentyEl ACJ TwoTwenty está basado en el avión de pasajeros Airbus A220. Es el menor de la familia ACJ.
Airbus ACJ318El A318 Elite está basado en el avión de pasajeros Airbus A318. Se ofrece en configuraciones de entre 14 y 18 pasajeros. Su alcance en vuelo es de 7.500 km.
Airbus ACJ319Esta es la versión corporativa del Airbus A319. Incorpora tanques de combustible adicionales desmontables en el compartimento de carga que le dan autonomía para realizar vuelos de hasta 12.000 km, el techo de vuelo es de 12.000 m, superior a la versión comercial. Para la reventa del avión puede ser reconfigurado como un A319 estándar. Certificado por las Autoridades Conjuntas de Aviación (JAA) europeas y la FAA estadounidense, los A319LR y ACJ son los únicos aviones de reacción de negocios aprobados para transporte público a ambos lados del Atlántico. El A319CJ suele disponer de asientos para entre 19 y 50 pasajeros pero puede ser preparado para los clientes en cualquier configuración. El A319CJ compite con los Boeing BBJ1, Gulfstream G550, y Bombardier Global Express, pero gracias a su mayor diámetro de fuselaje, éste ofrece un interior más espacioso que sus competidores. Está propulsado por los mismos tipos de motores que el A320, CFM International CFM56-5 o International Aero Engines V2527.
Airbus ACJ320El A320 Prestige se ofrece como una variante para pasajeros que buscan más espacio interior que las ofertas del A319. Dispone de una capacidad para 30 pasajeros y tiene un alcance en vuelo de 7.600 km con dos tanques de combustible auxiliares desmontables.

## Modelos de cabina ancha

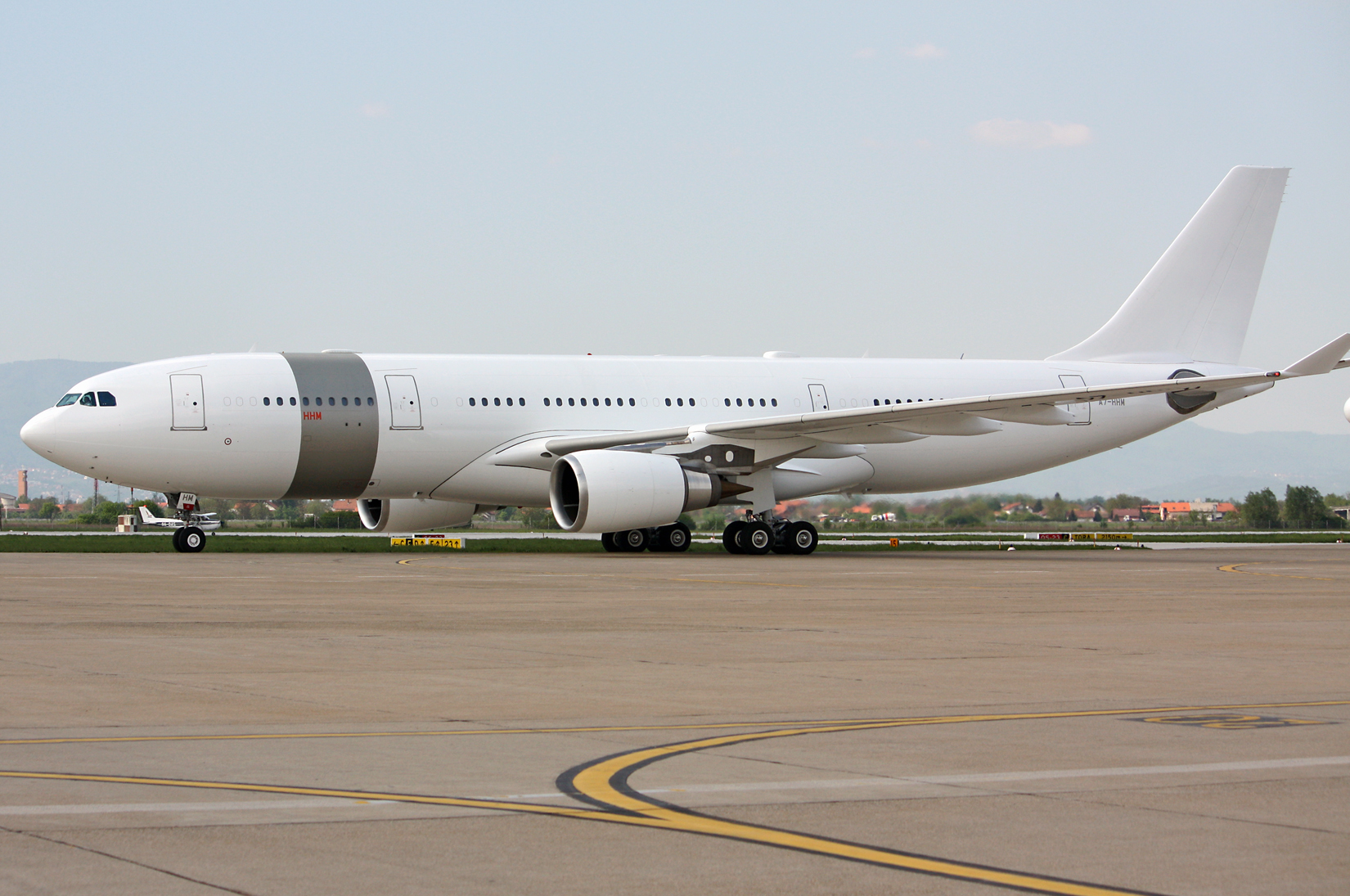
Avión Airbus A330 de transporte VIP de Qatar Amiri Flight en el aeropuerto de Zagreb.

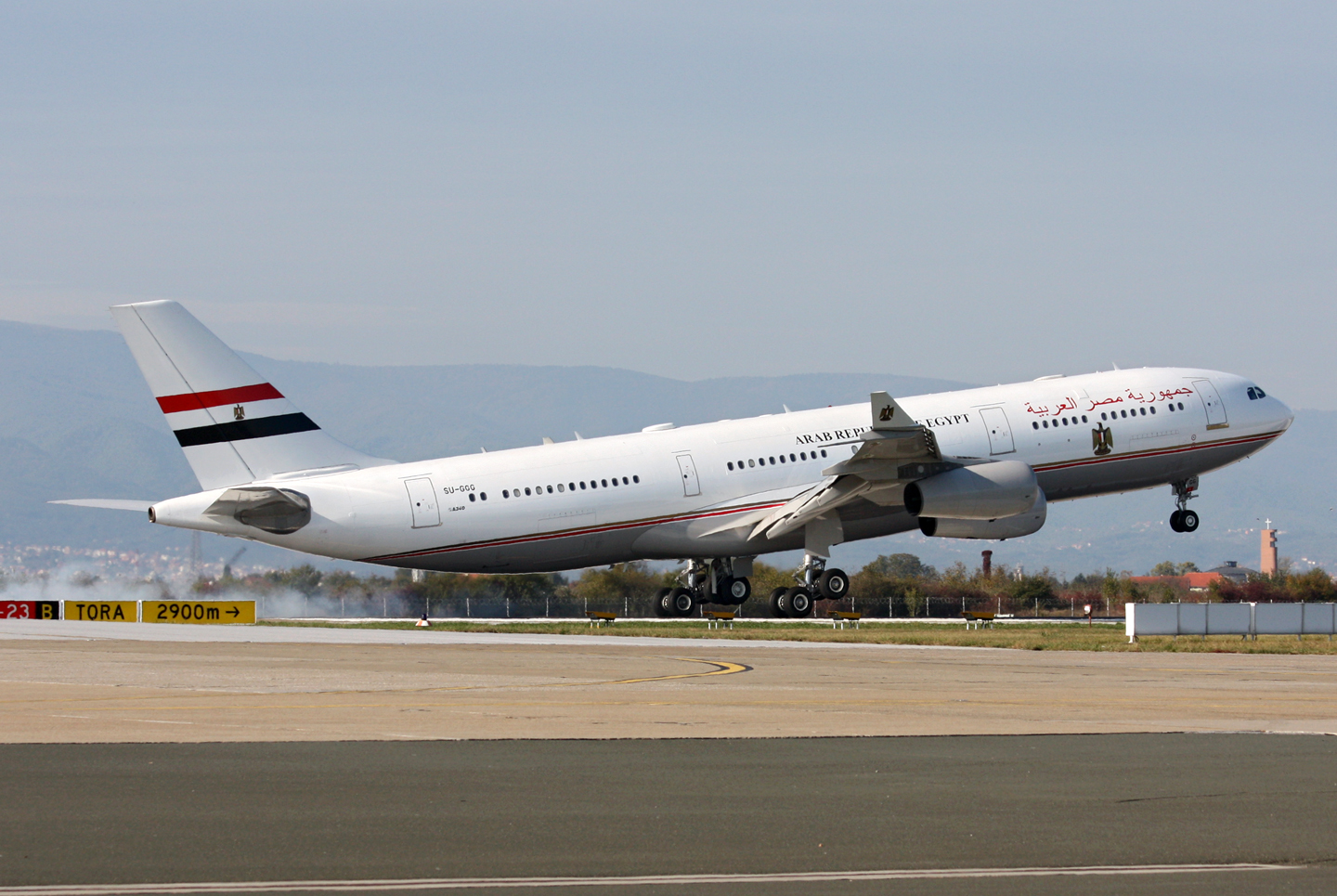
Un A340 utilizado como transporte VIP por el Gobierno Egipcio.

Airbus ACJ330-200El A330-200 Prestige, basado en el A330, ofrece espacio para 60 pasajeros con un alcance de 15.400 km.
Airbus ACJ340-300Basado en el primer diseño cuatrimotor de Airbus, el A340-300 Prestige ofrece un alcance de 14.300 km para 75 pasajeros. Está propulsado por cuatro motores CFM56-5C4/P, cada uno con 151 kN de empuje.
Airbus ACJ340-500Como un complemente de mayor alcance del A340-300 Prestige, el A340-500 tiene un alcance de 18.500 km como resultado de disponer de una mayor capacidad para combustible y un ala mejorada con mayor envergadura y área. Puede transportar 75 y puede enlazar casi cualquier pareja de ciudades del globo. Es propulsado por cuatro motores Rolls-Royce Trent 556, cada uno con un empuje de 249 kN.
Airbus ACJ340-600Una versión del A340-600 con alcance incrementado hasta los 15.700 km.
Airbus ACJ350 -800 -900 -1000
Airbus ACJ380-800 "Flying Palace"Oficialmente, ha sido encargada una variante ejecutiva del Airbus A380. Dispone de dos cubiertas completas como el modelo comercial, y como una característica única, la cubierta de carga es suficientemente alta como para ser utilizada en parte incluso como una tercera cubierta. El alcance se incrementa a 16.482 km. Según información no confirmada de un tabloide británico, la versión encargada por el príncipe Al-Waleed bin Talal contiene una sala de conferencias con proyectores holográficos, una sala de conciertos, un garaje, sala de estar y sala de vapor, así como un ascensor para entrar en el avión y moverse entre las tres cubiertas. Oficialmente recibe el nombre de "Prestige", pero también suele ser llamado "Flying Palace" incluso por Airbus. Orden cancelada.

## Órdenes y Entregas

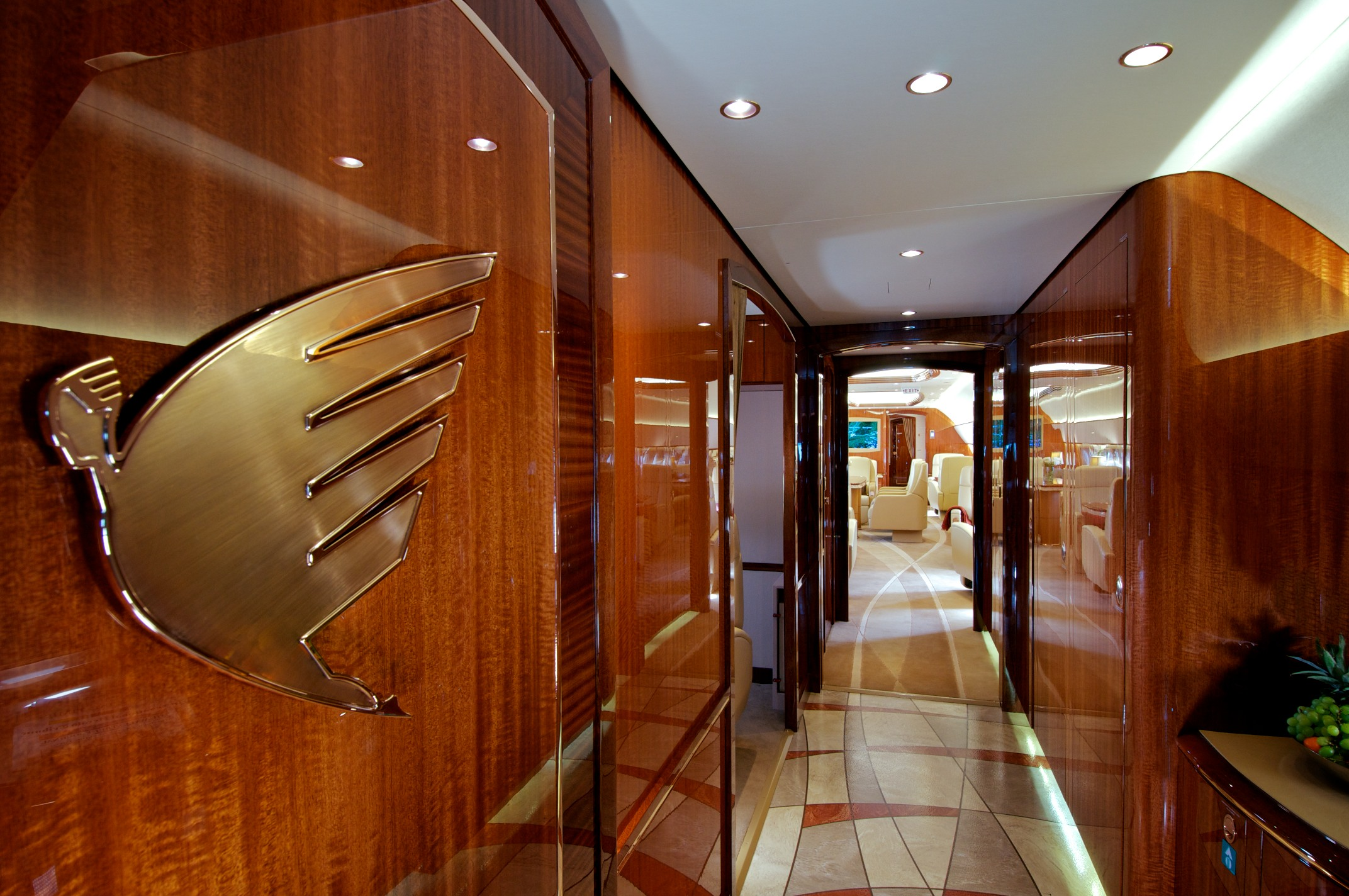
Interior de un ACJ319

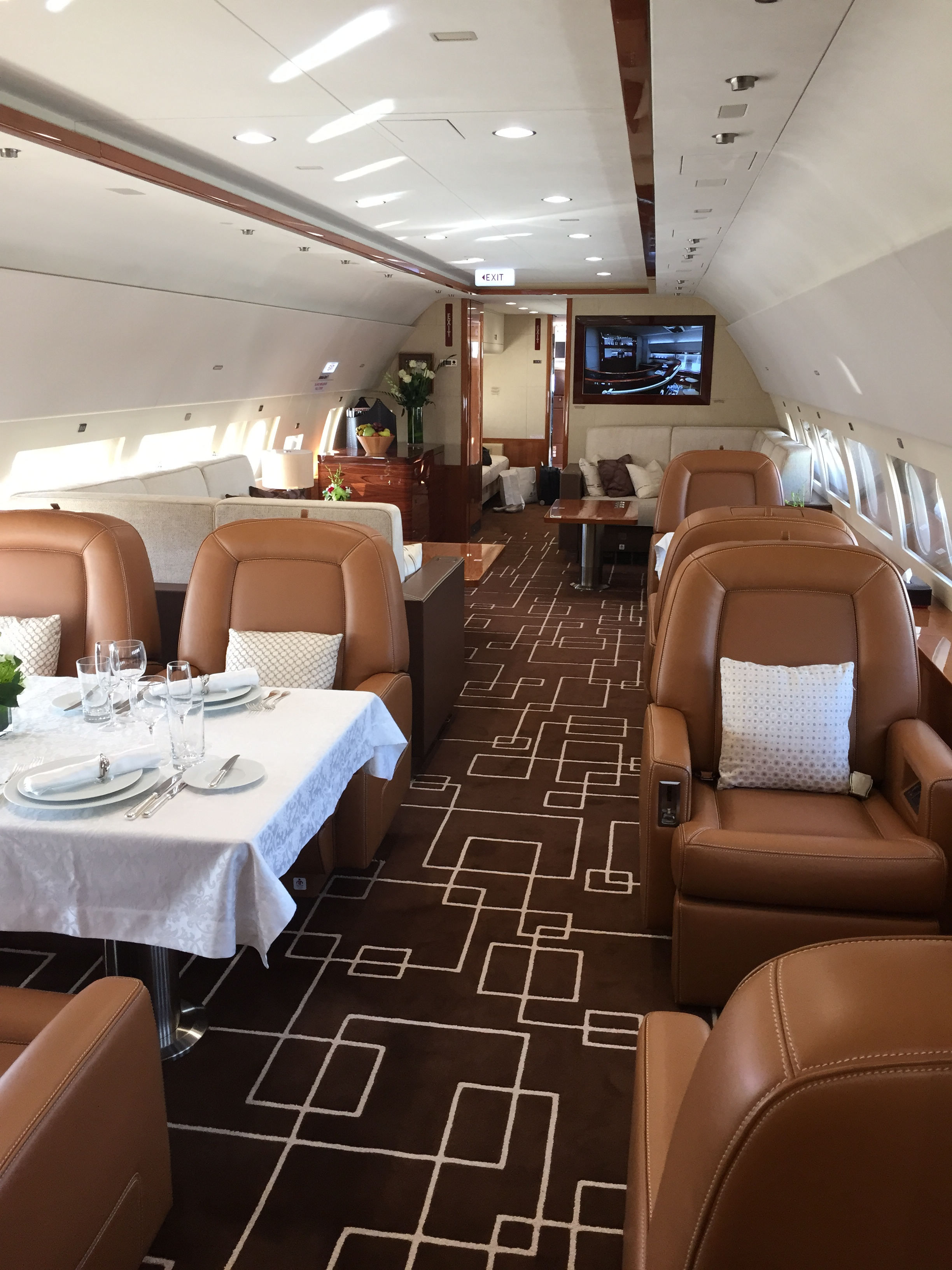
Cabiba principal de un ACJ319

| Tipo de Aeronave | A220-100 | A220-300 | A318 | A319 | A319neo | A320 | A320neo | A321 | A321neo | A300 | A310 | A330-200 | A340-200/300 | A340-500/600 | A350-900 | A350-1000 | A380-800 | TOTAL |
| ---------------- | -------- | -------- | ---- | ---- | ------- | ---- | ------- | ---- | ------- | ---- | ---- | -------- | ------------ | ------------ | -------- | --------- | -------- | ----- |
| Órdenes          | 6        | 2        | 20   | 77   | 6       | 20   | 8       | 1    | 2       | 3    | 3    | 69       | 7            | 7            | 5        | 0         | 1        | 237   |
| Entregas         | 0        | 0        | 20   | 77   | 3       | 20   | 6       | 1    | 0       | 3    | 3    | 60       | 7            | 7            | 3        | 0         | 0        | 210   |
| En Operación     | 0        | 0        | 20   | 74   | 3       | 29   | 7       | 2    | 0       | 0    | 17   | 62       | 10           | 10           | 2        | 0         | 0        | 236   |